# Antonio Alrich y Elías
Antonio Alrich y Elías fue un filósofo, escritor y traductor español.

## Biografía
Natural de Barcelona, cursó Filosofía entre 1841 y 1844 y tomó el título de bachiller en Leyes en 1849 y el de licenciado, en la misma facultad, en 1853; todo ello, por la Universidad de Barcelona.
Fue miembro de la Sociedad de Amigos de la Instrucción.

## Obras
Además de un «discurso sobre los sistemas de reorganización proclamados hoy, son irrealizables», escribió un par de obras:
- La duquesa de Prasliu, en la que se narra su asesinato; y
- El socialismo ante el siglo o Exposición de los sistemas sociales (1852).

Asimismo, tradujo al castellano las siguientes piezas:
- Aventuras y conquistas de Hernán Cortes en Méjico (1846), obra escrita por una sociedad de literatos que tradujo y enriqueció con notas;
- ¡¡¡Dios lo quiere!!!, del vizconde d'Arlincourt;
- La peste negra, drama en cinco actos del mismo autor;
- El libro negro, drama escrito en francés por León Gozlau; y
- Los libertinos de Ginebra, drama escrito en francés por Marco Fournier que Alrich arregló al teatro español junto con Víctor Balaguer.